# 고스게역
고스게역(일본어: 小菅駅 고스게에키[*])은 일본 도쿄도 아다치구에 있는 도부 철도 이세사키 선 역이다. 역 번호는 TS 10이다.

## 역사
- 1924년 10월 1일: 영업 개시.
- 1950년 11월 15일: 영업 휴지 상태에서 재개업[1].
- 1998년 3월 26일: 엘리베이터 공용 개시.
- 2012년
  - 3월 15일: 발차 멜로디를 도입.
  - 3월 17일: TS 10의 역 번호 도입[2].
- 2024년 12월 8일: 스크린도어 설치.

## 역 구조
섬식 승강장 1면 2선의 고가역이다. 완행선에만 승강장이 있어 완행선의 바깥쪽을 급행선이 달린다. 승강장과 개찰구 사이를 연결하는 엘리베이터가 설치되어 있다.
화장실은 1층 개찰 구내에 있는 유니버설 디자인의 일환으로서 다기능 화장실도 설치되어 있다. 또, 2015년 2월 하순에는 기타센주 방향에 대합실이 설치되었다.

### 승강장
| 번호 | 노선                 | 방향 | 행선                                                                                         |
| ---- | -------------------- | ---- | -------------------------------------------------------------------------------------------- |
| 1    | 도부 스카이트리 라인 | 상행 | 기타센주・도쿄 스카이트리・아사쿠사・ 히비야선 나카메구로 방면                               |
| 2    | 도부 스카이트리 라인 | 하행 | 니시아라이・다케노쓰카・기타코시가야・가스카베・도부 도부쓰코엔・ 닛코선 미나미쿠리하시 방면 |

## 역 주변
본 역 부근에서는 도부 스카이트리 라인과 조반선・수도권 신도시 철도 쓰쿠바 익스프레스와 철로가 교차하고 있다.
- 아라카와 방수로
- 도쿄 구치소
- 헤이와바시도리
- 수도 고속도로 중앙 환상선
- 아다치산 우편국
- 가쓰시카 고스게 우체국

## 사진

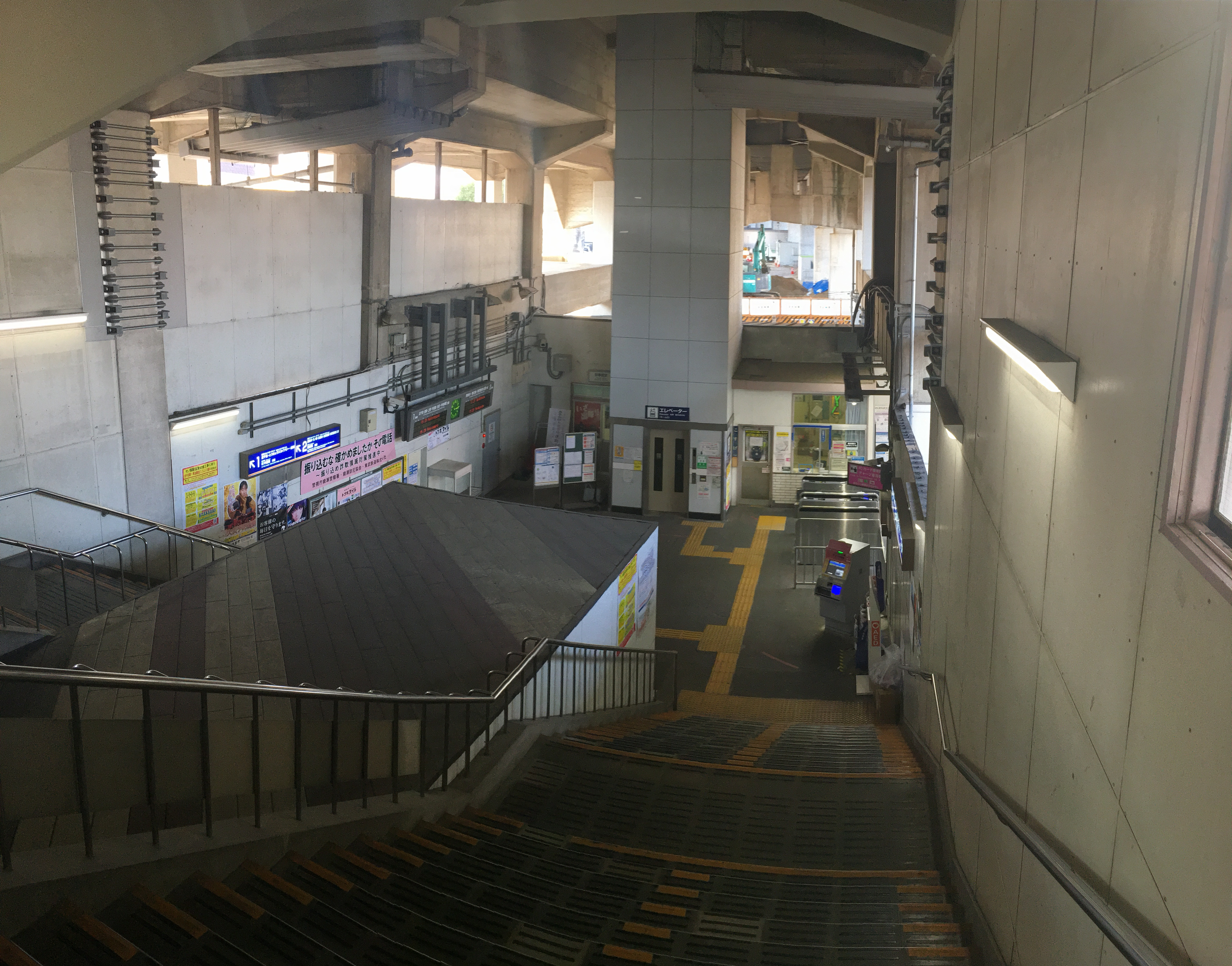
개찰과 승강장을 잇는 계단 모습(2022년 3월)

## 인접역
| 도부 철도 이세사키선(도부 스카이트리 라인) | 도부 철도 이세사키선(도부 스카이트리 라인) | 도부 철도 이세사키선(도부 스카이트리 라인) |
| ------------------------------------------ | ------------------------------------------ | ------------------------------------------ |
| TS 09 기타센주 나카메구로 방면             | ■ 보통                                     | 고탄노 TS 11 도부 도부쓰코엔 방면          |